# سیارک ۲۴۰۶۰
سیارک ۲۴۰۶۰ (به انگلیسی: 24060 Schimenti، نامگذاری:1999TQ100) بیست و چهار هزار و شصتمین سیارک کشف شده‌است که در ۲ اکتبر ۱۹۹۹ کشف شد.
قدر مطلق سیارک برابر ۱۰.۷ است.